# Rockhill Furnace
Rockhill Furnace és una població dels Estats Units a l'estat de Pennsilvània. Segons el cens del 2000 tenia 414 habitants.

## Demografia
Segons el cens del 2000, Rockhill Furnace tenia 414 habitants, 173 habitatges, i 119 famílies. La densitat de població era de 515,6 habitants/km².
Dels 173 habitatges en un 27,7% hi vivien nens de menys de 18 anys, en un 55,5% hi vivien parelles casades, en un 10,4% dones solteres, i en un 31,2% no eren unitats familiars. En el 27,2% dels habitatges hi vivien persones soles el 13,3% de les quals corresponia a persones de 65 anys o més que vivien soles. El nombre mitjà de persones vivint en cada habitatge era de 2,39 i el nombre mitjà de persones que vivien en cada família era de 2,9.
Per edats la població es repartia de la següent manera: un 23,7% tenia menys de 18 anys, un 6% entre 18 i 24, un 28,7% entre 25 i 44, un 23,7% de 45 a 60 i un 17,9% 65 anys o més.
L'edat mediana era de 41 anys. Per cada 100 dones de 18 o més anys hi havia 82,7 homes.
La renda mediana per habitatge era de 27.639 $ i la renda mediana per família de 36.250 $. Els homes tenien una renda mediana de 31.125 $ mentre que les dones 20.375 $. La renda per capita de la població era de 15.376 $. Entorn del 9,4% de les famílies i el 13,8% de la població estaven per davall del llindar de pobresa.

## Poblacions més properes
El següent diagrama mostra les poblacions més properes.